# رووروا-سور-سر
رُوورُوا-سور-سِر (به فرانسوی: Rouvroy-sur-Serre) یکی از کمون‌های فرانسه با جمعیت ۴۴ نفر است که در پیکاردی واقع شده‌است.